# Mimalaptus
Mimalaptus is een geslacht van vliesvleugeligen uit de familie Mymaridae. De wetenschappelijke naam van dit geslacht is voor het eerst geldig gepubliceerd in 1989 door Noyes & Valentine.

## Soorten
Het geslacht Mimalaptus omvat de volgende soorten:
- Mimalaptus maximus (Girault, 1916)
- Mimalaptus obscurus Noyes & Valentine, 1989
- Mimalaptus victoria (Girault, 1920)